# Holger Sinding-Larsen
Peter Andreas Holger Sinding-Larsen (Cristiania, 5 de juliol de 1869 - Oslo, 12 de desembre de 1938), fou un arquitecte noruec.
Va estudiar de 1885 a 1889 a la Universitat Tècnica de Kristiania, i de 1892 a 1893 a la Universitat Tècnica de Berlín, on va ser assistent de Johannes Vollmer el 1893. A la segona meitat de la dècada de 1890, va realitzar viatges d'estudis a Espanya, Itàlia i Grècia, però també el Regne Unit i Suècia.
Entre 1905 i 1922, Sinding-Larsen va treballar com a arquitecte i membre del comitè de restauració del castell d'Akershus.
Va ser professor durant diversos anys a l'Escola Noruega d'Artesania i Art. Ell va rebre una medalla de plata olímpica a Arquitectura durant els Jocs Olímpics d'Anvers el 1920.